# Toshinori Kondo
Toshinori Kondo (Japans: 近藤等則, Kondō Toshinori) (Imabari, 15 december 1948 – Kawasaki, 17 oktober 2020) was een Japanse avant-garde-jazz- en jazzfusion-trompettist. Hij is bekend van zijn fusie van jazz, noise en elektronische muziek. Kondo was de belangrijkste muzikant in de geïmproviseerde muziek van Japan.

## Loopbaan
Zijn eerste invloeden waren Charlie Parker, Dizzy Gillespie en Miles Davis. In 1978 ging hij naar New York, waar hij actief werd in de downtown-scene en werkte met musici als John Zorn, Bill Laswell en Henry Kaiser. In 1978 speelde hij met gitarist Derek Bailey. Een jaar later verscheen zijn eerste solo-album. Hij werkte eind jaren zeventig verschillende keren met Eugene Chadbourne. In 1981 was hij lid van een project van saxofonist Peter Brötzmann. In 1982 trad hij op met Paul Lovens en Globe Unity Orchestra. 
In de jaren tachtig keerde hij terug naar Japan, waar hij de succesvolle groep IMA (International Music Activities) oprichtte, met Tristan Honsinger, Peter Kowald en Sabu Toyozumi. Sinds 1992 was hij lid van Brötzmann's groep 'Die Like a Dog' en later van diens tentet in Chicago. Andere muzikanten met wie hij speelde, waren onder meer Steve Beresford, David Toop, DJ Krush, cellist Tom Cora en de jazzrap-groep Jazzkantine. Kondo heeft ook filmmuziek geschreven voor misdaadfilms. 